# Lamont Peterson
Lamont Peterson (24 de enero de 1984) es un boxeador profesional estadounidense. Ha sido dos veces campeón mundial, ostentando el título WBA (Super) y el de la IBF del peso superligero en 2011, además ha sido el campeón regular de la WBA del peso wélter en 2017.

## Carrera amateur
Como Amater Lamont fue campeón de 141 libras de los estados unidos y logró el campeonato mundial de aficionados en 2003.

## Carrera profesional
Su primera pelea profesional la disputó el 25 de septiembre de 2004 ante Nicholas Dean, logrando la victoria en el primer asalto por la vía del nocaut. 
Peterson se consagró super campeón mundial de la Asociación Mundial de Boxeo y la federación mundial de boxeo al derrotar al inglés Amir Khan, tras imponerse en doce asaltos no exentos de polémicas, la pelea se desarrolló en el Convention Center de Washington, DC, Estados Unidos.
La pelea se definió por decisión dividida, con dos tarjetas 113-112 a favor de Peterson y 114-111 para Khan. El americano logró la victoria a pesar de tener un pésimo comienzo, tocando la lona al final del primer asalto.
La revancha se programó para el 19 de mayo de 2012, pero una prueba fallida de drogas realizada a Peterson concluyó en la cancelación de la pelea. La prueba fue realizada por (VADA por sus siglas en inglés) arrojando altos grados de testosterona sintética en una prueba de orina efectuada en marzo, dijo Keith Kizer, ejecutivo de la Comisión.
Pruebas separadas hechas en una segunda muestra tomada al mismo tiempo dieron positivo el 2 de mayo, agregó Kizer, citando reportes que recibió de la doctora Margaret Goodman, directora ejecutiva de la VADA, otrora integrante de la comisión atlética y doctora de cuadrilátero.
Finalmente el abogado de Peterson admitió la prueba positiva, lo que en el largo plazo derivo en el despojo del título mundial de la AMB, obtenido ante Khan. Dicho título quedó vacante el cual seria disputado por el mismo Khan y Danny Garcia, venciendo el segundo por nócaut en el cuarto asalto.
El 22 de febrero de 2013 Peterson defendió con éxito su título superligero de la Federación Internacional de Boxeo, al derrotar a su compatriota Kendall Holt en el octavo asalto por la vía del nócaut.
El combate empezó con un Holt muy activo y un Peterson más pasivo, esperando que el aspirante diese todo en los primeros asaltos y pagase el exceso físico en los siguientes asaltos.
La estrategia utilizada por Peterson se cumplió y en el cuarto el campeón logró enviar al piso a Holt, y a partir de ese momento Peterson dominó el combate y nuevamente en el sexto hizo poner la rodilla en el piso. La velada transcurrió con un Peterson conectando cada vez más golpes contra el aspirante, lo que derivo en una feroz combinación que llevó al referí a detener el combate, con esto Peterson defendió de forma exitosa su título y su récord aumentó a 31 peleas ganadas con 16 nocauts y 1 derrota .

## Récord profesional
| 35 Ganadas (17 KOs), 6 Derrotas y 1 Empate |        |                          |      |               |            |                                                         |                                                                                   |
| Res.                                       | Record | Oponente                 | Tipo | Rd., Tiempo   | Datos      | Localidad                                               | Notas                                                                             |
| D                                          | 35–5–1 | Sergey Lipinets          | TKO  | 10 (12), 2:59 | 2019-03-24 | MGM National Harbor, Oxon Hill                          |                                                                                   |
| D                                          | 35–4–1 | Errol Spence             | RTD  | 7 (12), 3:00  | 2018-01-20 | Barclays Center, Nueva York                             | Por el título mundial de la IBF del peso wélter.                                  |
| G                                          | 35-3-1 | David Avanesyan          | UD   | 12            | 2017-02-18 | Cintas Center, Cincinnati, Ohio                         | Gana el título de la WBA (Regular) del peso wélter.                               |
| G                                          | 34-3-1 | Félix Díaz, Jr.          | MD   | 12            | 2015-10-17 | EagleBank Arena, Fairfax, Virginia                      |                                                                                   |
| D                                          | 33-3-1 | Danny García             | MD   | 12            | 2015-04-11 | Barclays Center, Brooklyn, Nueva York                   | Sin título en juego, en el 143 lbs.                                               |
| G                                          | 33-2-1 | Edgar Santana            | TKO  | 10 (12), 2:48 | 2014-08-09 | Barclays Center, Brooklyn, Nueva York                   | Retiene el Título Mundial de la IBF, en el peso superligero.                      |
| G                                          | 32-2-1 | Dierry Jean              | UD   | 12            | 2014-01-25 | D.C. Armory, Washington, D.C                            | Retiene el Título Mundial de la IBF, en el peso superligero.                      |
| D                                          | 31-2-1 | Lucas Matthysse          | TKO  | 3 (12), 2:14  | 2013-05-18 | Boardwalk Hall, Atlantic City, Nueva Jersey             | Sin título en juego, en el 141 lbs.                                               |
| G                                          | 31-1-1 | Kendall Holt             | TKO  | 8 (12), 1:42  | 2013-02-22 | D.C. Armory, Washington, D.C                            | Retiene el Título Mundial de la IBF, en el peso superligero.                      |
| G                                          | 30-1-1 | Amir Khan                | SD   | 12            | 2011-12-10 | Walter E. Washington Convention Center, Washington, D.C | Gana los Títulos Mundiales de la (Super) WBA y de la IBF, en el peso superligero. |
| G                                          | 29-1-1 | Victor Cayo              | KO   | 12 (12), 2:46 | 2011-07-29 | Cosmopolitan of Las Vegas, Las Vegas, Nevada            | Pelea eliminatoria para el Título Mundial de la IBF, en el peso superligero.      |
| E                                          | 28-1-1 | Victor Ortiz             | MD   | 10            | 2010-12-11 | Mandalay Bay Resort & Casino, Las Vegas, Nevada         |                                                                                   |
| G                                          | 28–1   | Damian Fuller            | TKO  | 7 (10), 1:10  | 2010-04-10 | Hard Rock Hotel and Casino, Las Vegas, Nevada           |                                                                                   |
| D                                          | 27–1   | Timothy Bradley          | UD   | 12            | 2009-12-12 | Agua Caliente Casino, Rancho Mirage, California         | Por el Título Mundial de la WBO, en el peso superligero.                          |
| G                                          | 27–0   | Willy Blain              | TKO  | 7 (12), 1:47  | 2009-04-25 | Coliseo Rubén Rodríguez, Bayamón                        | Gana el Título Interino de la WBO, en el peso superligero.                        |
| G                                          | 26–0   | Lanardo Tyner            | UD   | 10            | 2008-11-01 | Mandalay Bay Resort & Casino, Las Vegas, Nevada         | Gana el Título Interino de la NABF, en el peso superligero.                       |
| G                                          | 25–0   | Rogelio Castañeda, Jr.   | TKO  | 9 (10), 2:50  | 2008-07-05 | Planet Hollywood Resort and Casino, Las Vegas, Nevada   |                                                                                   |
| G                                          | 24–0   | Antonio Mesquita         | UD   | 10            | 2008-01-04 | Hard Rock Hotel and Casino, Biloxi, Misisipi            |                                                                                   |
| G                                          | 23–0   | Humberto Toledo          | KO   | 1 (8), 2:28   | 2007-11-17 | Casablanca Casino, Providenciales                       |                                                                                   |
| G                                          | 22–0   | Frankie Santos           | RTD  | 6 (12), 3:00  | 2007-09-07 | Hard Rock Hotel and Casino, Biloxi, Misisipi            | Gana el Título NABO de la WBO, en el peso superligero.                            |
| G                                          | 21–0   | John Brown               | TKO  | 8 (12), 0:28  | 2007-05-25 | DC Armory, Washington, Distrito de Columbia             |                                                                                   |
| G                                          | 20–0   | Juaquin Gallardo         | UD   | 8             | 2007-01-05 | Beau Rivage Resort & Casino, Biloxi, Misisipi           |                                                                                   |
| G                                          | 19–0   | Marteze Logan            | UD   | 8             | 2006-11-18 | Fitzgerald's Casino & Hotel, Tunica, Misisipi           |                                                                                   |
| G                                          | 18–0   | Omar Bernal              | TKO  | 6 (8), 1:19   | 2006-09-01 | Par-A-Dice Hotel and Casino, East Peoria, Illinois      |                                                                                   |
| G                                          | 17–0   | Mario Ramos              | UD   | 10            | 2006-04-28 | 4 Bears Casino & Lodge, New Town, Dakota del Norte      |                                                                                   |
| G                                          | 16–0   | Jose Leo Moreno          | UD   | 10            | 2006-02-17 | FedExForum, Memphis, Tennessee                          | Gana los Títulos vacantes USNBC y Estadounidense del WBC, en el peso superligero. |
| G                                          | 15–0   | Johnny Walker            | TKO  | 3 (6)         | 2005-12-10 | Fitzgerald's Casino & Hotel, Tunica, Misisipi           |                                                                                   |
| G                                          | 14–0   | Robert Frankel           | UD   | 8             | 2005-09-02 | Statehouse Convention Center, Little Rock, Arkansas     |                                                                                   |
| G                                          | 13–0   | Meacher Major            | UD   | 6             | 2005-08-20 | Isle of Capri Casino, Biloxi, Misisipi                  |                                                                                   |
| G                                          | 12–0   | Miguel Ángel Torresillas | UD   | 10            | 2005-07-19 | Isle of Capri Hotel & Casino, Lula, Misisipi            |                                                                                   |
| G                                          | 11–0   | John Frazier             | TKO  | 1 (6)         | 2005-06-18 | FedExForum, Memphis, Tennessee                          |                                                                                   |
| G                                          | 10–0   | Mikel Williams           | UD   | 6             | 2005-05-22 | Silver Star Casino, Choctaw, Misisipi                   |                                                                                   |
| G                                          | 9–0    | Orlando Jesus Soto       | UD   | 6             | 2005-04-30 | Isle of Capri Hotel & Casino, Lula, Misisipi            |                                                                                   |
| G                                          | 8–0    | Larry Cunningham         | TKO  | 4             | 2005-04-23 | Fitzgerald's Casino & Hotel, Tunica, Misisipi           |                                                                                   |
| G                                          | 7–0    | Oscar Perez              | TKO  | 1 (4)         | 2005-04-09 | Don Haskins Convention Center, El Paso, Texas           |                                                                                   |
| G                                          | 6–0    | Sheldon Mosley           | TKO  | 2 (6)         | 2005-02-19 | Isle of Capri Hotel & Casino, Lula, Misisipi            |                                                                                   |
| G                                          | 5–0    | Steve Verdin             | UD   | 4             | 2005-01-22 | Fitzgerald's Casino & Hotel, Tunica, Misisipi           |                                                                                   |
| G                                          | 4–0    | Daniel Craycraft         | UD   | 4             | 2004-12-12 | Convention Center, Washington, Distrito de Columbia     |                                                                                   |
| G                                          | 3–0    | Michael Moss             | KO   | 1 (4), 2:20   | 2004-11-05 | Fitzgerald's Casino & Hotel, Tunica, Misisipi           |                                                                                   |
| G                                          | 2–0    | Walter Gilliam           | UD   | 4             | 2004-10-23 | Isle of Capri Hotel & Casino, Lula, Misisipi            |                                                                                   |
| G                                          | 1–0    | Nicholas Dean            | TKO  | 1 (4), 0:22   | 2004-09-25 | FedExForum, Memphis, Tennessee                          | Debut profesional de Peterson.                                                    |